# Mayersville
Mayersville è una città (town) degli Stati Uniti d'America, capoluogo della contea di Issaquena, nello Stato del Mississippi.